# Arquidiocese de Hyderabad
A Arquidiocese de Hyderabad (Archidiœcesis Hyderabadensis) é uma arquidiocese da Igreja Católica situada em Hyderabad, na Índia. É fruto da elevação da Diocese de Hyderabad, antes um vicariato apostólico. Seu atual arcebispo é Anthony Poola. Sua sé é a Catedral São José de Hyderabad.
Possui 100 paróquias, assistidas por 265 padres, além de 2 seminários e várias escolas e hospitais.

## História
O vicariato apostólico de Hyderabad foi erigido em 20 de maio de 1851 por força do breve Ad universalis Ecclesiae do Papa Pio IX, recebendo o território do vicariato apostólico de Madras (hoje uma arquidiocese).
Em 1 de setembro de 1886 o vicariato apostólico foi elevado a diocese com a bula Humanæ Salutis do Papa Leão XIII, em que foi criada a Hierarquia da Índia, quando foram criadas várias dioceses. Em 7 de junho do ano seguinte, com o breve Post initam, foi instituída a província eclesiástica da arquidiocese de Madras, da qual Hyderabad foi uma das sufragâneas.
Em 19 de setembro de 1953, a diocese foi elevada à categoria de arquidiocese metropolitana com a bula Mutant res do Papa Pio XII.

## Prelados
Administração local:
|                      | Nome                             | Período    | Notas                             |
| Arcebispos           | Arcebispos                       | Arcebispos | Arcebispos                        |
| -------------------- | -------------------------------- | ---------- | --------------------------------- |
| 5º                   | Anthony Cardeal Poola            | 2020-      | Atual                             |
| 4º                   | Thumma Bala                      | 2011-2020  |                                   |
| 3º                   | Marampudi Joji                   | 2000-2010  |                                   |
| 2º                   | Saminini Arulappa                | 1971-2000  |                                   |
| 1º                   | Joseph Mark Gopu                 | 1953-1971  |                                   |
| Bispos               |                                  |            |                                   |
| 5º                   | Joseph Mark Gopu                 | 1953       |                                   |
| 4º                   | Alphonsus Beretta, P.I.M.E.      | 1950-1953  | Nomeado Bispo de Warangal         |
| 3º                   | Dionigi Vismara                  | 1909-1948  |                                   |
| 2º                   | Pierre-André Viganò, S.J.        | 1897-1909  |                                   |
| 1º                   | Peter Caprotti, P.I.M.E.         | 1886-1897  |                                   |
| Vigários apostólicos |                                  |            |                                   |
| 3º                   | Peter Caprotti, P.I.M.E.         | 1882-1886  |                                   |
| 2º                   | Jean-Dominique Barbero, P.I.M.E. | 1870-1881  |                                   |
| 1º                   | Daniel Murphy                    | 1851-1865  | Nomeado Bispo coadjutor de Hobart |